# Living Hell
Living Hell (também conhecido como Organizm – título do DVD) é um telefilme produzido nos Estados Unidos em 2008, escrito e dirigido por Richard Jefferies e estrelado por Johnathon Schaech e Erica Leerhsen. Estreou no canal Syfy em 23 de fevereiro de 2008 e foi lançado em DVD no dia 10 de junho do mesmo ano.
Orçado no valor estimado de 4.500.000 de dólares, o filme foi rodado em apenas 29 dias.